# سورك
سورك (بالفارسية: سورک) هي مدينة تقع في إيران في مازندران. يقدر عدد سكانها بـ 8,817 نسمة .